# Cyathea armata
Cyathea armata är en ormbunkeart som först beskrevs av Olof Peter Swartz, och fick sitt nu gällande namn av Karel Domin. Cyathea armata ingår i släktet Cyathea och familjen Cyatheaceae. Inga underarter finns listade.